# Zuara
Zuara (em árabe: زوارة; romaniz.: Zuwara(h); em berbere: ⵜⴰⵎⵓⵔⵜ ⵏ ⵡⴰⵜ ⵡⵉⵍⵍⵓⵍ; romaniz.: Tamurt n Wat Willul) é uma cidade portuária do noroeste da Líbia, a capital do distrito de Nigatal Homs. Sua população é falante de um dialeto do ramo zenata das línguas berberes. Segundo censo de 2012, havia 42 722 residentes.

## História
O assentamento foi mencionado pela primeira vez pelo viajante Altijani nos anos 1306-1309 como "Pequena Zuara" (Zwara al-saghirah). No Atlas Catalão de 1375 foi chamada Punta dar Zoyara. A cidade é citada por Leão Africano no século XVI. Mais tarde serviu como posto avançado ocidental da Líbia italiana (1912–1943), sendo o ponto final da agora extinta ferrovia italiana da Líbia que iniciou em Trípoli. O seu porto artificial abriga uma frota de pesca motorizada. Grãos, sal, cereais, sardinhas e esparto (cordas, sapatos e papel) são produtos locais. Foi aqui que Gadafi proclamou a "Revolução Cultural" Líbia em 1973. Hoje, Zuara é local de retiro das elites de Trípoli.

### Guerra Civil Líbia
Nas batalhas da Guerra Civil Líbia de 2011, a Al Jazira relatou que a cidade esteve sob controle de forças anti-Gadafi locais em 23 de fevereiro e perdida pelos lealistas. Milhares de protestantes antigoverno, reunidos na praça de Zuara em 24 de fevereiro, repeliram uma tentativa do governo de retomar a cidade. Forças lealistas usaram as cidades pró-governo de Jumail e Ragdaline ao sul como bases para seus ataques à cidade. Contudo, de março em diante, ela esteve em posse dos lealistas. Em meio à ofensiva rebelde costeira de agosto, os rebeldes tomaram Zuara dia 18. Em setembro, e após a queda do governo de Gadafi, Zuara foi a primeira cidade a democraticamente eleger seu conselho local.